# Blowing Rock (Karolina Północna)
Blowing Rock – miasto w Stanach Zjednoczonych, w stanie Karolina Północna, w hrabstwie Watauga.